# Ghiacciaio Perkins
Il ghiacciaio Perkins (in inglese Perkins Glacier) è un  ampio ghiacciaio situato sulla costa di Hobbs, nella parte occidentale della Terra di Marie Byrd, in Antartide. Il ghiacciaio, il cui punto più alto si trova a circa 350 m s.l.m., è situato circa 15 km a sud-sud-est di capo Burks e fluisce in direzione ovest lungo il versante occidentale delle cime McDonald fino ad entrare nella parte orientale della baia di Hull.

## Storia
Il ghiacciaio Perkins è stato mappato dallo United States Geological Survey grazie a ricognizioni terrestri dello stesso USGS e a fotografie aeree scattate dalla marina militare statunitense nel periodo 1959-65; esso è stato poi così battezzato dal Comitato consultivo dei nomi antartici in onore di Earle B. Perkins, un biologo che prese parte alla seconda spediziona antartica del contrammiraglio Richard Evelyn Byrd, svoltasi nel periodo 1933-35.